# 昂旺索南
昂旺索南（1962年—），青海玉树人，藏族，中国人民解放军青海省军区将领、第十二届全国人民代表大会解放军代表。
毕业于宣化炮兵指挥学院军队政治工作学专业。加入中国共产党。2013年，担任全国人大代表。2015年时，为中国人民解放军青海省军区副司令员。